# Netam
N.V. Netam, kurz für Nederlandsche Tank, Apparaten en Machinefabriek, war ein niederländischer Hersteller von Anhängern, Aufbauten für Nutzfahrzeuge sowie kurzzeitig Automobilen.

## Unternehmensgeschichte
Das Unternehmen aus Rotterdam fertigte ab 1932 Anhänger und Aufbauten für Nutzfahrzeuge. Während des Zweiten Weltkriegs entstanden zwischen 1940 und 1942 fünf bis zwölf komplette Fahrzeuge. 2002 ging das Unternehmen in Konkurs.

## Automobile
Die Fahrzeuge namens Netam L-Car waren mit einem Elektromotor von Smit-Slikkerveer ausgestattet. Die Motorleistung betrug 3,6 PS. Die bauartbedingte Höchstgeschwindigkeit war mit 30 km/h angegeben, und die Reichweite mit 50 km. Die meisten Fahrzeuge waren Lieferwagen mit 750 kg Zuladung. Daneben gab es ein Exemplar des Personenkraftwagens. Dies war eine zweitürige, viersitzige Limousine.